# Американці в Україні
Американці в Україні — особи з громадянством США, що проживають на території Україні. У Києві діє Посольство США в Україні.

## Історія
У жовтні 2022 року Державний департамент США підрахував, що в Україні проживало близько 6600 американських громадян, багато з яких мають подвійне громадянство. Виступаючи на прес-конференції, Нед Прайс сказав, що дані надходять від українського уряду, американських організацій в Україні, таких як Американська торгова палата, програм обміну та міжнародних шкіл, а також кількості людей, які звертаються за послугами для громадян США.

## Релігія
Більшість американців України - це християни.

## Видатні представники
Джеймс Мейс — американський історик, політолог, публіцист, дослідник Голодомору в Україні, упорядник звіту комісії Конгресу США з вивчення Голодомору 1932—1933 років, професор Києво-Могилянської академії. Похований у Києві.
Уолтер Орр Скотт —  американський письменник та поет, публічний оратор.
Гантер Байден — американський юрист, викладач, другий син 46-го президента США Джо Байдена. Працював в Україні.